# Сахно, Виктор Павлович
Виктор Павлович Сахно (укр. Віктор Павлович Сахно; 1 декабря 1961, Киев, Украинская ССР, СССР) — советский и украинский футболист, нападающий. Мастер спорта. Выступал в Высших дивизионах СССР, Молдавии и России.
Окончил Одесский педагогический институт.

## Футбольная биография
Виктор Сахно — воспитанник школы киевского «Динамо» «Юный динамовец». Первый тренер — Евгений Котельников.
По окончании школы принят в дубль киевского «Динамо». Однако в скором времени врачи выявили у него проблемы с сердцем и по настоянию Валерия Лобановского покинул команду.
Некоторое время выступал за дубль «Спартака» из Ивано-Франковска, с 1981 играл за клуб второй лиги «Авангард (Ровно)». Начинал на позиции последнего защитника, но вскоре заболел один из нападающих и Сахно поставили на его позицию. В нападении проявил себя забивным и умелым игроком, после чего продолжил выступать на позиции форварда.
Выступал на молодёжном турнире «Переправа», где его приметили тренеры нескольких команд, в том числе «Черноморца» и харьковского «Металлиста». Сахно выбрал «Черноморец», за который выступал в 1983-85 в высшей лиге. В 1984 году в матче чемпионата СССР против тбилисского «Динамо» (4:1) сделал хет-трик.
В 1985, из-за необходимости службы в армии, перешёл в одесский СКА, выступавший во 2-й лиге. В команде отличался бомбардирскими качествами — в 1987 забил 21 мяч, а в 1988 — 28 мячей. В 1990 перешёл в клуб «Заря (Бельцы)», где выступал несколько сезонов, в том числе в чемпионате Молдавии.
В 1993 году перешёл в «КАМАЗ», сыграл за него 11 матчей в высшей лиге России и забил 2 гола. Вскоре клуб продал его в Германию, в один из клубов оберлиги. Однако на месте он оказался клубу не нужен и был отдан в команду «Цойленрод».
В дальнейшем Сахно играл за хмельницкое «Подолье» и любительские команды Украины и Венгрии.
После окончания карьеры Виктор Сахно возглавлял любительскую команду «Ласуня» (Одесса), в 2001—2003 годах работал в тренерском штабе одесского «Черноморца», а также тренировал юношей в школе «Черноморца».